# Emmendingen
Emmendingen é uma cidade da Alemanha, no distrito de Emmendingen, na região administrativa de Friburgo, estado de Baden-Württemberg.